# Karvázy Zsigmond
Karvázy Zsigmond (Zombor, 1874. május 10. – Budapest, 1919. december 25.) meteorológus, fizikus, miniszteri tisztviselő.

## Életpályája
Karvázy Domonkos fia. Középiskoláit Zomboron és Aradon végezte el. A budapesti magyar királyi Tudományegyetemen – Kövesligethy Radó és Eötvös Loránd tanítványaként – 1895-ben végzett matematika-fizika szakon. 1895-ben a Meteorológiai és Földmágnességi Intézet ógyallai Obszervatóriumában dolgozott. 1900-tól a Prognózis osztály munkatársa illetve vezetője volt. 1907-ben részt vett a Mezőgazdasági Múzeum rendezésében. 1908-ban a londoni Magyar Kiállítás szervezésében is részt vett; építőmesteri oklevelet szerzett. Betegsége miatt 39 évesen (1913) nyugdíjazását kérte. Halálát tüdővész okozta. Felesége Soltész Klára volt.

### Munkássága
Konkoly Thege Miklós bíztatására felhő megfigyeléseket végzett, részt vett a "Nemzetközi Felhő-év" programjában. Nagy mértékben fejlesztette a felhők fényképezésének nehéz műveletét. Sokévi észlelése alapján részben módosította, részben kibővítette a nemzetközi felhőtípus-osztályozás rendszerét. Tanulmánya Az Időjárás-ban, és a Meteorológiai Intézet nagyobb kiadványában jelentek meg.

## Művei
- Felhő megfigyelések Ó-Gyallán 1898-ban. A Magyar Királyi Meteorológiai és Földmágnesességi Országos Intézet hivatalos kiadványai (2.). Heisler J. nyomdája, Budapest, 1900.